# Kota Sugiyama
Kota Sugiyama (født 24. januar 1985) er en japansk fodboldspiller.
Han har spillet for flere forskellige klubber i sin karriere, herunder Shimizu S-Pulse og Kashiwa Reysol.